# Vrátkov
Vrátkov är en ort i Tjeckien.   Den ligger i regionen Mellersta Böhmen, i den centrala delen av landet, 30 km öster om huvudstaden Prag. Vrátkov ligger 285 meter över havet och antalet invånare är 241.
Terrängen runt Vrátkov är lite kuperad. Runt Vrátkov är det ganska glesbefolkat, med 23 invånare per kvadratkilometer. Närmaste större samhälle är Černý Most, 19,3 km väster om Vrátkov. I omgivningarna runt Vrátkov växer i huvudsak blandskog.